# 黄羊
黄羊（学名：Procapra gutturosa）为洞角科羚羊亞科原羚属的动物。在中国大陆，分布于黑龙江、内蒙古、甘肃、河北、陕西、山西、宁夏、辽宁、吉林等地，多栖息于草原、荒漠草原。该物种的模式产地在外贝加尔地区鄂嫩河上游。

## 保护
- 中国国家重点保护动物等级：二级
- 中国濒危动物红皮书等级：渐危

## 亚种
- 黄羊指名亚种（学名：Procapra gutturosa gutturosa），Pallas于1977年命名。在中国大陆，分布于黑龙江、内蒙古、甘肃、河北、陕西、山西、宁夏、辽宁、吉林等地。该物种的模式产地在外贝加尔地区鄂嫩河上游。[3]